# Paris (Paris Hilton)
Pour les articles homonymes, voir Paris (homonymie).
Singles
Paris est le premier album studio de la chanteuse actrice Paris Hilton qui est sorti le 22 août 2006. Il fut un succès et se vend à 1 000 000 d’exemplaires aux États-Unis.

## Liste des titres
- Turn it Up (en)
- Fightin' Over Me (Feat. Fat Joe et Jadakiss)
- Stars are blind (en)
- I Want You
- Jealousy
- Heartbeat
- Nothing in This World (en)
- Screwed
- Not Leaving Without You
- Turn You On
- Da Ya Think I'm Sexy?